# Carex friesii
Carex friesii är en halvgräsart som beskrevs av Mathias Numsen Blytt. Carex friesii ingår i släktet starrar, och familjen halvgräs. Inga underarter finns listade i Catalogue of Life.